# 田上菊舎
田上 菊舎（たがみ きくしゃ、女性、1753年11月8日（宝暦3年10月14日） - 1826年9月24日（文政9年8月23日））は、江戸期の俳人。本名は田上道、初号は菊車、のちに菊舎。別号は一字庵。

## 経歴
長門国豊浦郡田耕（たすき）村（現在の下関市豊北町田耕）に田上由永、母タカの長女道（みち）として生まれた。1768年（明和5年）、同じ村の村田利之助に嫁いだものの、6年後に夫が死去。その後、長府の五精庵只山に師事し「菊車」の号を授かり、田上家に復籍する。
1781年（天明元年）、萩の清光寺で得度した後、美濃派宗匠朝暮園傘狂を訪ねて入門。「一字庵」の号を授かり、越前・越後・奥羽と「奥の細道」の逆コースを辿る大行脚に出る。1783年（天明3年）、菊車の号を菊舎に改号。その後も全国行脚を続けた。
1811年（文化8年）、京都大徳寺で茶会を催し、翌年には奈良法隆寺で特別に中国伝来の開元琴を演奏した。1812年（文化9年）俳諧紀行文『手折菊』を刊行。1826年（文政9年）、長府にて死去、満72歳。
菊舎は初め俳人として世に出たが、書・画・(七弦)琴・茶の湯・和歌・漢詩にも精通した。